# Lubuntu
Lubuntu (AFI: [luːˈbuːntuː]) é um projeto derivado da distribuição Linux Ubuntu que utiliza o ambiente de desktop LXQt (anteriormente usava o LXDE). Seu diferencial está em seu desenvolvimento, que foca computadores e notebooks antigos, com menos de 2 GB de RAM.
Como o Xubuntu, o Lubuntu é voltado para ambientes com baixos requisitos de sistema e pouca memória RAM como netbooks, dispositivos móveis e PCs mais antigos e lentos. Testes mostram que ele pode usar metade da quantidade de memória RAM do Xubuntu, tornando-o uma opção atraente para instalação em hardwares mais antigos, como computadores reformados para distribuição de caridade.

## Nomenclatura
O nome Lubuntu é uma combinação do LXDE com o Ubuntu. LXDE significa Lightweight X11 Desktop Environment, enquanto o Ubuntu significa "humanidade com os outros" ou "sou o que sou pelo que nós somos".

## História
O ambiente gráfico LXDE foi disponibilizado como um pacote opcional para o Ubuntu na versão 8.10 "Intrepid Ibex". O LXDE também pode ser instalado em versões mais atuais do Ubuntu.
Em fevereiro de 2009, Mark Shuttleworth fez um convite aos integrantes do projeto LXDE a se juntarem a comunidade Ubuntu, o objetivo foi de conceder suporte ao ambiente e dedicarem oficialmente uma nova derivação do Ubuntu a ser chamada Lubuntu.
Em março de 2009 o projeto Lubuntu foi iniciado no Launchpad por Mario Behling. O projeto também criou uma página oficial do projeto Ubuntu wiki, sob a gestão de Behling, que inclui anúncios de aplicativos, pacotes e componentes.

### Mudanças em 2018
Em 2018 algumas mudanças foram anunciadas para o futuro do Lubuntu, como a nova  Interface Gráfica: o LXQt, um fork da interface utilizada anteriormente, o LXDE.
Também foi anunciado o fim da versão do sistema para processadores de 32 bits. Usuários do Lubuntu 18.04 LTS i386 (Bionic Beaver) terão suporte normalmente, até abril de 2021, como preestabelecido em seu lançamento. A última iso lançada com suporte a esta arquitetura foi a 18.10 (Cosmic Cuttlefish).

## Lançamentos
| Legenda: | Versão antiga, não mantida | Versão mais antiga, ainda mantida | Versão estável atual | Versão de prévia mais recente | Lançamento futuro |

| Versão    | Nome              | Data lançamento       | Suporte até      | Observações                              |
| --------- | ----------------- | --------------------- | ---------------- | ---------------------------------------- |
| 8.10      | Intrepid Ibex     | 30 de outubro de 2008 | Abril de 2010    | Disponível apenas como pacote adicional. |
| 9.04      | Jaunty Jackalope  | 23 de abril de 2009   | Outubro de 2010  | Disponível apenas como pacote adicional. |
| 9.10      | Karmic Koala      | 29 de outubro de 2009 | Abril de 2011    | Disponível apenas como pacote adicional. |
| 10.04     | Lucid Lynx        | 29 de abril de 2010   | Abril de 2013    |                                          |
| 10.10     | Maverick Meerkat  | 10 de outubro de 2010 | Abril de 2012    |                                          |
| 11.04     | Natty Narwhal     | 28 de abril de 2011   | Outubro de 2012  |                                          |
| 11.10     | Oneiric Ocelot    | 13 de outubro de 2011 | Abril de 2013    |                                          |
| 12.04     | Precise Pangolin  | 27 de abril de 2012   | Outubro de 2013  |                                          |
| 12.10     | Quantal Quetzal   | 18 de outubro de 2012 | Abril de 2014    |                                          |
| 13.04     | Raring Ringtail   | 25 de abril de 2013   | Janeiro de 2014  |                                          |
| 13.10     | Saucy Salamander  | 17 de outubro de 2013 | Julho de 2014    |                                          |
| 14.04 LTS | Trusty Tahr       | 17 de abril de 2014   | Abril de 2017    | É uma versão LTS.                        |
| 14.10     | Utopic Unicorn    | 24 de outubro de 2014 | Junho de 2015    |                                          |
| 15.04     | Vivid Vervet      | 23 de abril de 2015   | Dezembro de 2015 |                                          |
| 15.10     | Wily Werewolf     | 22 de outubro de 2015 | Junho de 2016    |                                          |
| 16.04 LTS | Xenial Xerus      | 21 de abril de 2016   | Abril de 2019    | É uma versão LTS.                        |
| 16.10     | Yakkety Yak       | 20 de outubro de 2016 | Julho de 2017    |                                          |
| 17.04     | Zesty Zapus       | 14 de abril de 2017   | Janeiro de 2018  |                                          |
| 17.10     | Artful Aardvark   | 19 de outubro de 2017 | Julho de 2018    |                                          |
| 18.04 LTS | Bionic Beaver     | 26 de abril de 2018   | Abril de 2021    | É uma versão LTS.                        |
| 18.10     | Cosmic Cuttlefish | 20 de outubro de 2018 | Julho de 2019    |                                          |
| 19.04     | Disco Dingo       | 18 de abril de 2019   | Janeiro de 2020  |                                          |
| 19.10     | Eoan Ermine       | 17 de outubro de 2019 | Julho de 2020    |                                          |
| 20.04 LTS | Focal Fossa       | 23 de abril de 2020   | Abril de 2023    | É uma versão LTS.                        |
| 20.10     | Groovy Gorilla    | 22 de outubro de 2020 | Julho de 2021    |                                          |
| 21.04     | Hirsute Hippo     | 22 de abril de 2021   | Janeiro de 2022  |                                          |
| 21.10     | Impish Indri      | 14 de outubro de 2021 | Julho de 2022    |                                          |
| 22.04 LTS | Jammy Jellyfish   | 21 de abril de 2022   | Abril de 2025    | É uma versão LTS.                        |
| 22.10     | Kinetic Kudu      | 20 de outubro de 2022 | Julho de 2023    |                                          |
| 23.04     | Lunar Lobster     | 20 de abril de 2023   | Janeiro de 2024  |                                          |
| 23.10     | Mantic Minotaur   | 12 de outubro de 2023 | Julho de 2024    |                                          |

## Requisitos
Para instalar o Lubuntu são recomendados:
| Requisito   | Desktop                                         |
| ----------- | ----------------------------------------------- |
| Processador | Pentium 4 ou Pentium M ou AMD K8                |
| Memória RAM | 1 GB                                            |
| Mídia       | Pendrive ou DVD com a mídia de instalação (ISO) |